# Historiarum libri quinque
Le Storie (in latino: Historiarum libri quinque) sono un'opera storiografica del monaco medievale Rodolfo il Glabro. Il titolo non è quello originario, ma è stato assegnato all’opera dal primo editore, Pierre Pithou, nel 1596.
In realtà l'autore si dimostra interessato più ai segni e ai prodigi che che alle date, ma è proprio in questo che risiede il valore del testo per il lettore moderno: più che una precisa cronologia, offre un quadro sociale dell’epoca.

## Composizione
Come fa notare Guglielmo Cavallo, grazie al manoscritto Paris, lat. 10912, che ha tramandato l'opera, oltre che al contenuto del testo stesso, si ha la fortuna di poter ipotizzare i luoghi e il periodo di composizione, nonostante non ci sia unanimità tra le varie possibili ricostruzioni.
Di certo, il periodo in cui Rodolfo scrisse l’opera fu molto lungo. Iniziò la redazione a Digione, come si può ipotizzare a partire da due elementi: un passo dell’altra sua opera, la Vita Willelmi abbatis (biografia di Guglielmo da Volpiano, abate della locale abbazia), dove si riferisce alle Historiae come a un lavoro già iniziato, e la considerazione che il periodo da lui passato a Cluny sia stato troppo breve per aver potuto cominciare l’opera. Non tutti concordano con questa datazione: si è anche affermato che la redazione del testo sarebbe stata iniziata non a Digione ma a Cluny, basandosi su quanto afferma Rodolfo nella lettera dedicatoria, e cioè che proprio l'abate Odilone di Cluny lo avrebbe spinto redigere le Historiae.
È importante segnalare il fatto che, anche se l’opera a noi giunta è composta da cinque libri, Rodolfo originariamente ne scrisse solo quattro, per poi aggiungere il quinto che racconta il periodo dal 1043 al 1046: questo particolare si desume da elementi interni al manoscritto Paris, lat. 10912. Infatti l’ultima parte del manoscritto contenente il libro quinto mostra chiaramente di essere un’aggiunta: lo si ipotizza a partire sia dal tipo di scrittura, che è diversa rispetto al resto scritto da monaci-amanuensi, sia dal tipo di materiale, di scarsa qualità, con cui quest’ultima parte è stata realizzata. Al contrario, si è anche pensato che, in realtà, Rodolfo volesse inizialmente scrivere solo tre libri, a cui in seguito avrebbe aggiunto il quarto e il quinto.
Come già osservato, si può seguire in linee generali la composizione dei vari libri, nonostante le diverse ipotesi. Al di là dell’inizio, della conclusione della redazione (svolte rispettivamente a Digione e a Saint-Germain d’Auxerre) e della revisione del primo libro (ad Auxerre), ciò su cui gli studiosi non concordano è la realizzazione del terzo libro: se avvenuta inizialmente a Digione e poi conclusa a Cluny, oppure terminata ad Auxerre (forse iniziata prima), ma dopo aver raccolto materiale a Cluny.
Sono un’opera che rimane, si potrebbe dire, incompiuta, che si conclude all’improvviso: lo testimonia il fatto che alla fine del libro quinto non ci sia alcun segno che farebbe pensare a una qualche conclusione. Ciò inoltre dimostra che Rodolfo vi lavorò fino a poco prima della morte.

## Contenuto
L’opera è dedicata ad Odilone di Cluny, nonostante sia stata redatta su consiglio di Guglielmo da Volpiano, come ci racconta Rodolfo stesso nella Vita Willelmi.
L’autore narra gli eventi compresi dal periodo dell’anno 900 («data d’inizio […] meramente convenzionale») fino a quello a lui contemporaneo, con una particolare attenzione, come scritto sopra, a segni e prodigi: sono avvenimenti di cui lui stesso è stato testimone oculare (e più volte lo sottolinea) oppure che derivano da fonti attendibili, che a volte nomina.
Rodolfo afferma, nell’epistola dedicatoria, di assumere come punti di riferimento due sovrani: Enrico II del Sacro Romano Impero e Roberto II di Francia. L'autore tratta, in maniera alquanto caotica, della storia dell'Europa occidentale medievale, e dei suoi rapporti con Bisanzio, l’Islam e i popoli slavi. Rodolfo dimostra «una visione storiografica […] quasi universalistica» mettendo da parte «la storia di carattere locale o nazionale»; vuole «narrare i fatti avvenuti nelle quattro regioni del mondo terreno» riallacciandosi a Beda e Paolo Diacono, dopo i quali, a suo avviso, non ci sarebbe stato nessun altro storico degno di menzione. Nonostante questo intendimento iniziale, per lo più l'opera si lega alla realtà geostorica in cui fu attivo l'autore.
Soprattutto nel secondo libro, ma non solo, le Historiae pullulano di segni, prodigi di qualsiasi tipo (eclissi di sole, la comparsa di una balena…), caratteristica che in passato non le ha fatte apprezzare, ma che invece deve essere considerata una grande peculiarità, rendendole anche una fonte per la mentalità del periodo intorno all’anno Mille. Le Historiae considerano quell’anno, inteso da Rodolfo in relazione all’incarnazione e alla passione di Cristo, il proprio fulcro.
I segni di cui si è parlato sono visti da Rodolfo come quelli dell’arrivo dell’«ultima età del mondo», anche se John France afferma che gli anni millenari non «presagiscono la fine del mondo, benché egli [Rodolfo] sa di vivere nell’ultima età prima della fine»: secondo entrambe le interpretazioni, però, l’autore mostra che Dio sta concedendo all’uomo di salvarsi, anche attraverso il male, il quale, peraltro, pervade le Historiae. Si potrebbe anche dire che Rodolfo è un’importante testimonianza del millenarismo sia in quanto portavoce delle ansie del popolo sia in quanto rappresentante di «un atteggiamento di maggiore prudenza», influenzato da Guglielmo da Volpiano.
Importante, anche in relazione al secolo X, ricordare nuovamente il fatto che nel V libro Rodolfo parli di sé, elemento che è considerato una peculiarità di questo secolo e che è una «forma di autorappresentazione dell’autore stesso».

## Tradizione manoscritta
L’opera è giunta attraverso quattro manoscritti. Di seguito si dà una breve descrizione di ognuno di essi, con particolare attenzione all’idiografo P.
- P: Paris, Bibliothèque Nationale de France, lat. 10912 (prima metà secolo XI[37])

È il manoscritto più importante per antichità e soprattutto perché è anche idiografo, nonostante gli studiosi non siano concordi su quali parti ritenere vergate da Rodolfo. Tutti riconoscono, però, il fatto che il manoscritto rappresenti un rimaneggiamento del libro I a cui l’autore, in un secondo momento, avrebbe aggiunto, secondo una delle ricostruzioni riguardanti la composizione, la dedica a Odilone, in seguito ad una iniziale a Guglielmo da Volpiano.
Cavallo attribuisce solo il fascicolo con i ff. 47-55, contenenti il libro quinto, a Rodolfo: il resto del manoscritto, almeno la parte originale, è vergata da altre quattro mani del secolo XI (a, b, c, d). A differenza dello studioso italiano, Monique-Cécile Garand, cambiando posizione rispetto a quanto affermato in un suo precedente studio, ha continuato ad essere convinta che i ff. 24-29 e 47-55 sono attribuibili a Rodolfo, oltre alle correzioni da lui stesso apportate; nel caso del secondo gruppo, la studiosa parla di invecchiamento dell’autore, benché Cavallo attribuisca questo fenomeno solo al f. 55. France, invece, ritiene l’ipotesi di Garand riguardo l’invecchiamento «interessante, ma inconcludente».
Il manoscritto 10912, come già accennato, è mutilo in alcune parti ed è stato restaurato da Antoine Loisel, amico di Pithou, usando proprio il manoscritto di quest’ultimo, il manoscritto Paris, lat. 6190.
- A: Paris, Bibliothèque Nationale de France, lat. 6190 (secolo XI – 1028/1034[50] - oppure XII-XII[51])

È il manoscritto più vicino a P e quindi all’autore. La parentela è talmente stretta che gli studiosi ipotizzano esserci stato un manoscritto intermedio tra i due, per cui A è un discendente di P. Gli stessi proprietari dei due manoscritti, rispettivamente Loisel e Pithou, hanno usato il manoscritto l’uno dell’altro per restaurare il proprio.
- V: Città del Vaticano, Biblioteca Apostolica Vaticana, Reg. lat. 618 (seconda metà secolo XV[55] – tardo secolo XV[56])

È una trascrizione di P prima del guasto di quest’ultimo (f. 55).
Bisogna ricordare che questo manoscritto, pur tardo rispetto ai precedenti, servì a Pithou per completare il suo (A) in relazione a quelle parti (le ultime righe dell’ultimo foglio) che erano mancanti sia in P sia in A: quindi, in questo caso, V è di fondamentale importanza per il testo delle Historiae in quanto unico testimone di queste sezioni.
- B: Paris, Bibliothèque Nationale de France, lat. 13834 (secolo XVI[60] o tardo secolo XVI)

È copia tarda di P quando quest’ultimo era già guasto e prima del restauro di Loisel: secondo Garand, sarebbe stato realizzato prima del 1579.

### Edizioni e traduzioni
- G. Andenna (introd.) -D. Tuniz (trad.), Rodolfo il Glabro. Storie dell’anno Mille. I cinque libri delle Storie. Vita dell’abate Guglielmo, Milano, 1981
- M. Arnoux (trad. e comm.), Raoul Glaber: Histories, Turnhout, 1996
- J. Bolland (ed.), AA.SS. Ian. I, Antwerpen, 1643, pp. 58-64 (B)
- N. Bulst (ed.), Rodulfus Glabers Vita domni Willelmi abbatis. Neue Edition nach einer Hanschrift de 11. Jahrhunderts (Paris, Bibl. Nat., lat. 5390), Deutsches Archiv für Erforschung des Mittelalters 30, 1974
- N. Bulst (ed.) -J. France (ed. trans.) -P. Reynolds (trans.), Rodulfi Glabri. Historiarum libri quinque. Rodulfus Glaber. The Five Books of the Histories. Eiusdem auctoris Vita domni Willelmi abbatis. By the Same Author The Life of St William, Oxford, 1989
- G. M. Capuani-D. Tuniz (curr.), Vita di Guglielmo: protagonista dell’anno Mille, Novara, 1989
- G. Cavallo-G. Orlandi (edd.), Rodolfo il Glabro. Le cronache dell’anno mille (Storie), Milano, 1989
- A. Duchesne, Historiae Francorum scriptores coaetani, IV, Paris, 1641, pp. 1-58 (D)
- V. Gazeau-M. Goullet (ed. trad. comm.), Guillaume de Volpiano. Un réformateur en son temps (962-1031). Vita domni Willelmi de Raoul Glaber. Texte, traduction, commentaire, Caen, 2008
- A. Fontana, Rodolfo il Glabro. Storie del mille, Bergamo, 2001
- J. Mabillon, Acta sanctorum Ordinis Sancti Benedicti saec. VI, I, Paris, 1701, pp. 322-334 (M)
- N. H. Menard (ed.), Martyrologium sanctorum ordinis divi Benedicti, Paris, 1629, pp. 161-169 (Me)
- J. T. Pietro (trad. comm.), Raùl Glaber Historias del primer milenio, Madrid, 2004
- P. Pithou, Historiae Francorum ab anno Christi DCCCC ad annum MCCLXXXV, scriptores veteres IX. In quibus: Glaber, Helgaudus (etc) … Ex Bibliotheca P. Pithoei v.cl. nunc primum in lucem dati, Francfort, 1596
- E. Pognon, L’an mille. Oeuvres de Liutprand, Raoul Glaber, Adémar de Chambanners, Adalbéron, Helgau, «Mémoires du passé» VI, Paris, 1947
- M. Prou (ed.), Raoul Glaber: les cinq livres de ses Histories (900-1044), in «Collection de textes pour servir à l’étude et à l’enseignement de l’historie» Paris, 1886
- P. Roverius, Reomans seu Historia monasertii S. Joannis Reomaenins, Paris, 1637, pp. 121-144 (R)
- G. Waitz (ed.), Ex Rodulphi Glabri Historiarum libris VII, in MGM, Scriptores VII 1846, p. 51-72

### Studi
- F. Bertini, Il secolo XI, in Letteratura latina medievale (sec. VI-XV). Un manuale, a cura di C. Leonardi, Firenze 2002, pp. 175-230
- G. M. Cantarella, Appunti su Rodolfo il Glabro, «Aevum» anno 65, fasc. 2 (maggio-agosto), pp. 279-294
- G. M. Cantarella, Una nota su Rodolfo il Glabro, «Reti Medievali Rivista» IX (2008), pp. 2-4
- G. Milanesi, Arti e spazi ordinati del monachesimo occidentale in I castelli della preghiera. Il monachesimo nel pieno medioevo (X-XII) a cura di G. M. Cantarella, Roma 2020, pp. 195-216
- S. Simone, Radulphus Glaber, in La trasmissione dei testi latini del Medioevo. Mediaeval latin texts and their transmission. Te.Tra., 4, a cura di P. Chiesa-L. Castaldi, Firenze 2012, pp. 447-450
- P. Stoppacci, Il secolo senza nome. Cultura, scuola e letteratura latina dell’anno mille e dintorni, Firenze 2020